# Coron, Palawan

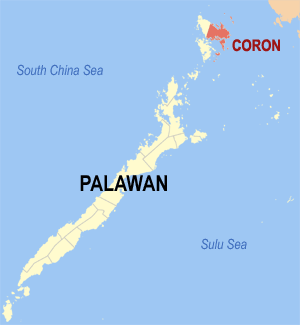
Karta som visar Coron (kommunens) lokalisering

Coron en kommun belägen dels på ön Coron och dels på en del av ön Busuanga (den största av Calamianöarna) i provinsen Palawan i sydvästra Filippinerna. Enligt folkräkningen år 2000 bor det 32 243 personer i 6 264 hushåll i Coron. Båda öarna ingår i ögruppen Calamianöarna.

## Läge
Coron är beläget på ön Busuanga och ön Coron ligger en knapp kilometer utanför centralorten. Coron är beläget 170 sjömil (310 km) sydväst om huvudstaden Manila. Koordinater är (WGS84) 11,60 N, 120,12 Ö.

## Sevärdheter
Coron är mest känt för den stora mängden vrak efter japanska skepp som sänktes i området under andra världskriget. Vraken har gett upphov till ett rikt marint liv och finns med på Forbes lista över världens 10 bästa dykparadis.

## Språk
Det lokala urspråket tagbanwa används fortfarande i Coron men de flesta, speciellt yngre, talar tagalog. Engelska talas i varierande grad av ortsbefolkningen.

## Administrativ indelning
Coron är uppdelat i 23 barangayer.
| - Banuang Daan - Bintuan - Borac - Buenavista - Bulalacao - Cabugao - Decabobo - Decalachao - Guadalupe (även känd som Binalabag) - Lajala - Malawig - Marcilla | - Barangay I (Pob.) - Barangay II (Pob.) - Barangay III (Pob.) - Barangay IV (Pob.) - Barangay V (Pob.) - San Jose - San Nicolas - Tagumpay - Tara - Turda - Barangay VI (Pob.) |

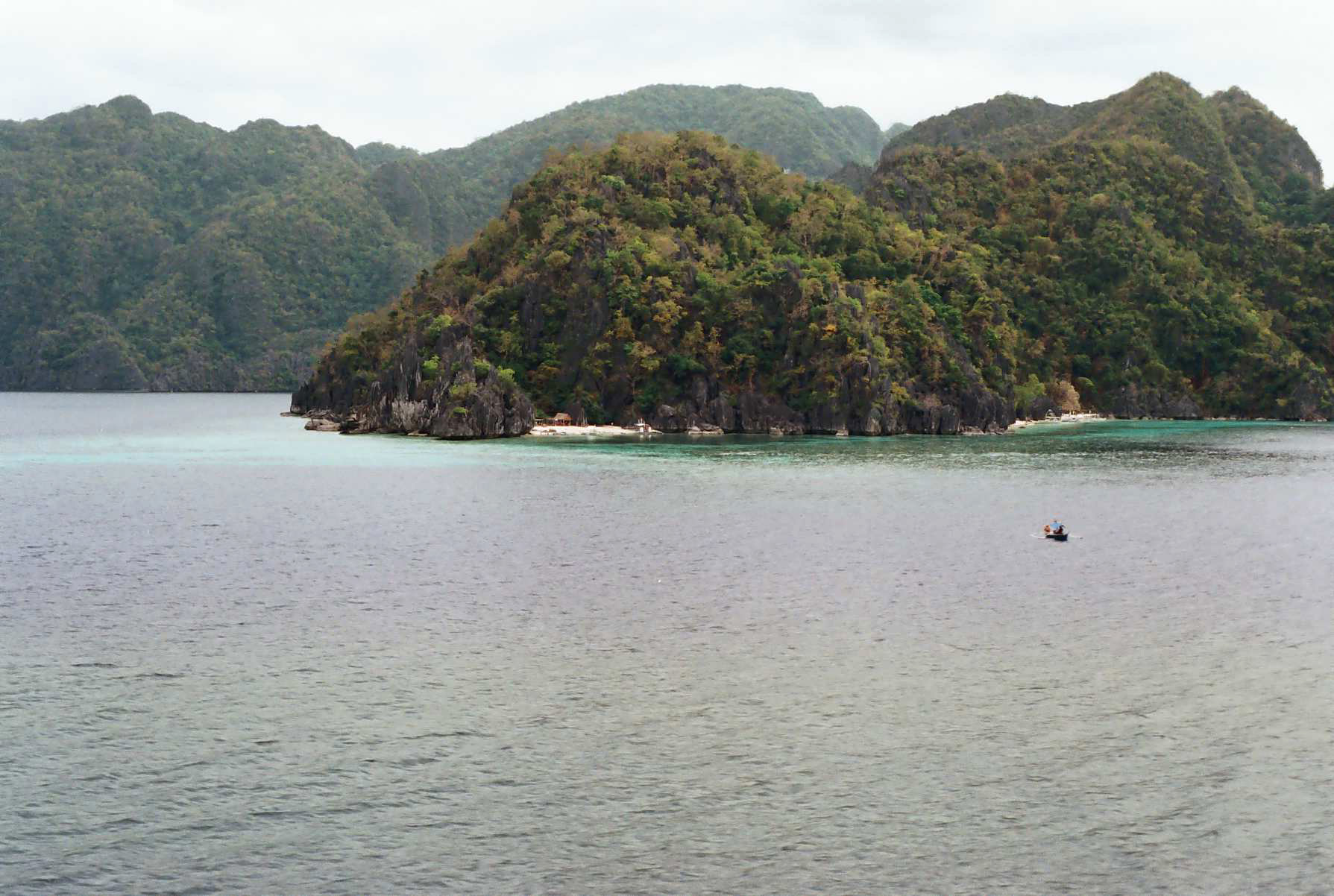
Klippor runt Coronön
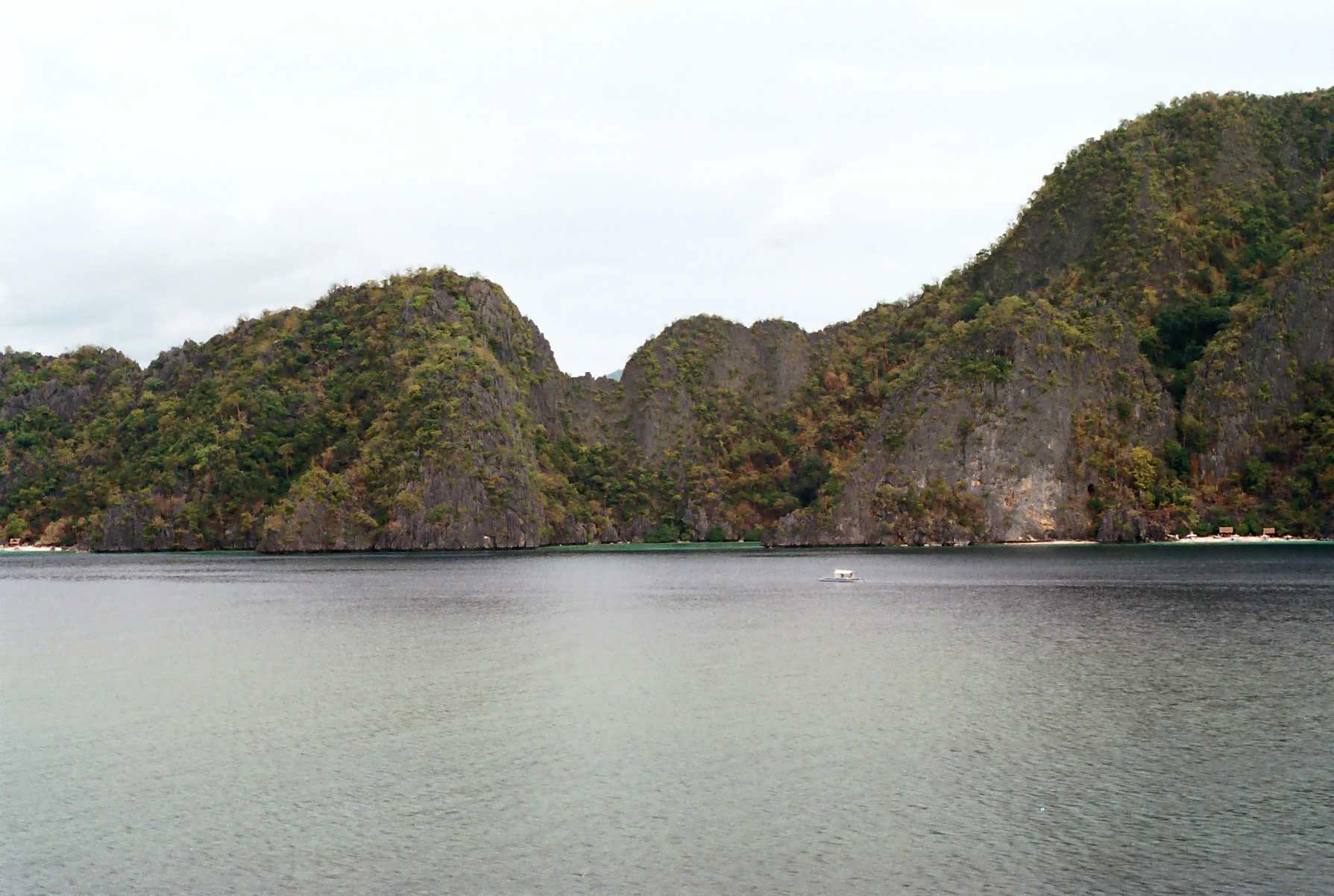
Mindre klippöar omringar Coronön
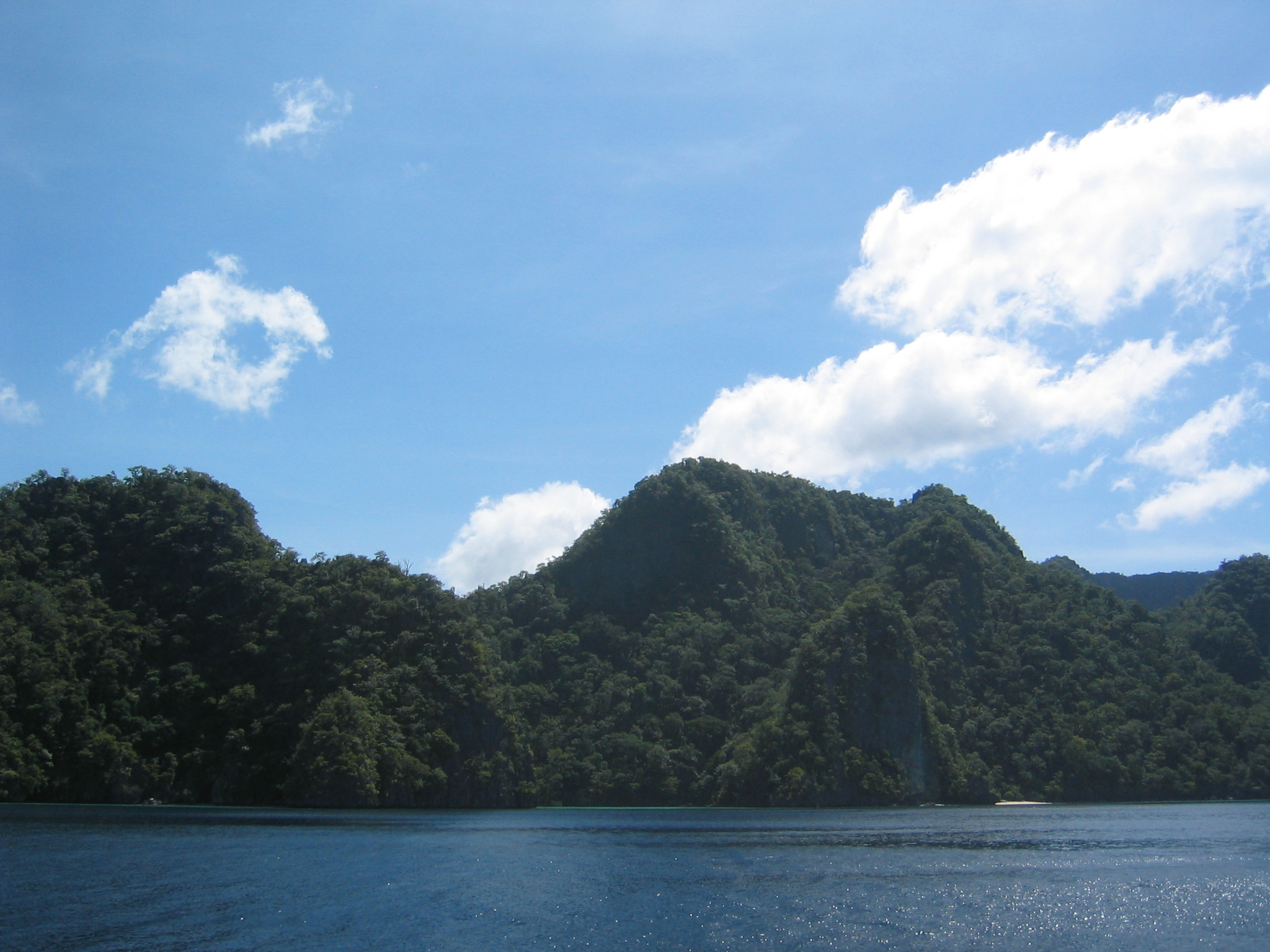
Coronön
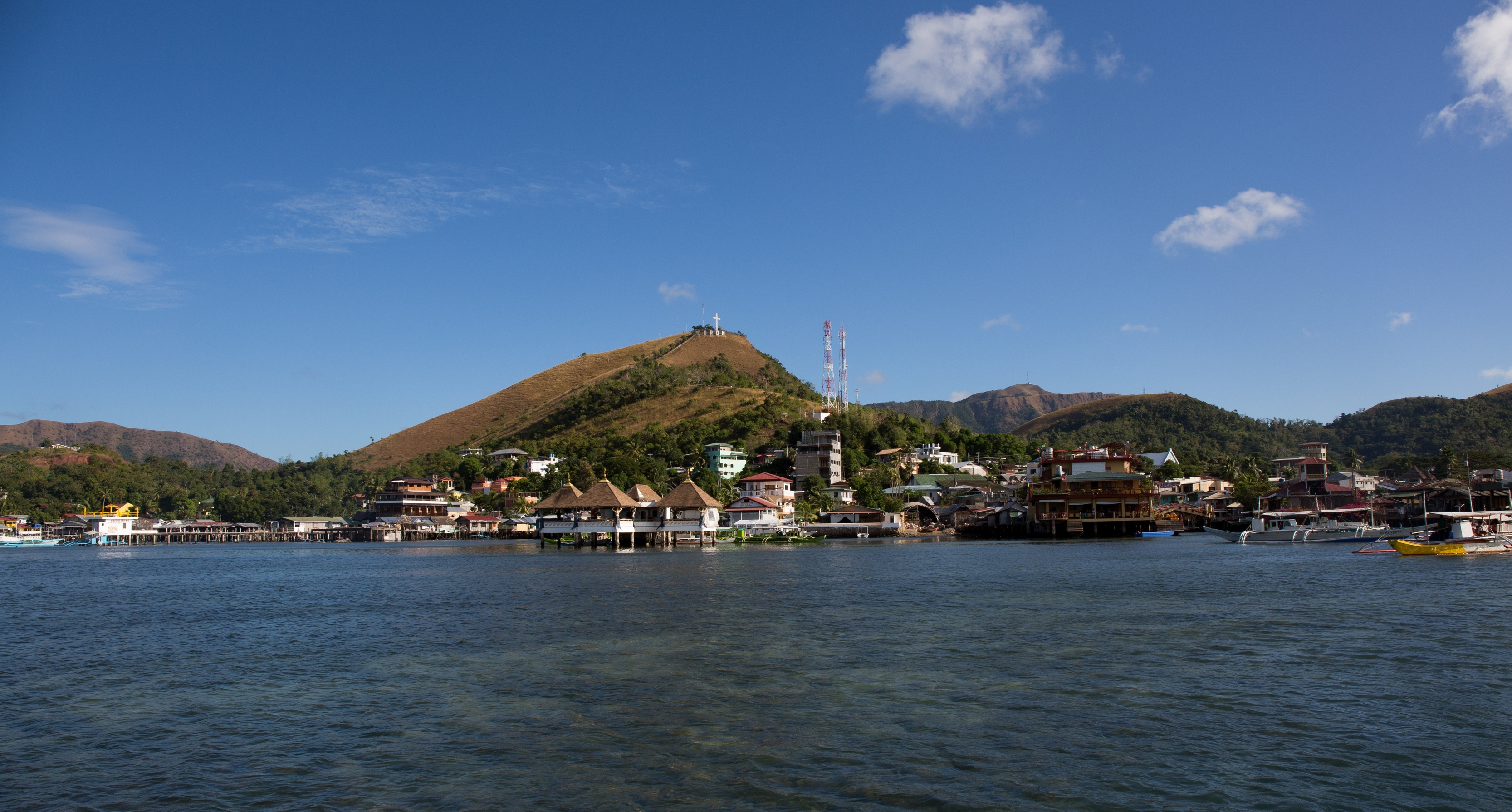